# Heinrich Karl Kurz
Heinrich Karl Kurz (* 14. Dezember 1810 in Aschaffenburg; † 28. Februar 1887 ebenda) war ein bayerischer Jurist sowie Abgeordneter der Bayerischen Abgeordnetenkammer und des deutschen Zollparlaments.

## Leben
Heinrich Karl Kurz studierte von 1836 bis 1840 Rechtswissenschaft in Würzburg, Heidelberg sowie München, promovierte zum Dr, iur. und wurde Richter am Bezirksgericht und Handelsgericht in Aschaffenburg. Später war er Rat am Oberlandesgericht München sowie staatlicher Schuldentilgungskommissar.
Von 1868 bis 1870 gehörte Kurz als Abgeordneter des Wahlkreises Unterfranken 1 (Aschaffenburg, Alzenau, Obernburg, Miltenberg) dem Zollparlament an und von 1869 bis 1886 war er Mitglied der Bayerischen Abgeordnetenkammer für den Wahlkreis Aschaffenburg. Ab 1875 war er auch Vizepräsident der Abgeordnetenkammer. Er vertrat die politische Richtung der Bayerischen Patriotenpartei.